# Пловдив (община)
Вижте пояснителната страница за други значения на Пловдив.
Община Пловдив се намира в Южна България и е една от съставните общини на област Пловдив.

## География

### Географско положение, граници, големина
Общината е разположена в централната част на област Пловдив. С площта си от 101,981 km2 заема 14-о място сред 18-те общините на областта, което съставлява 1,7% от територията на областта. Границите ѝ са следните:
- на северозапад, север и североизток – община Марица;
- на югоизток, юг и югозапад – община Родопи.

### Природни ресурси
Релефът на общината е предимно равнинен, като територията ѝ попада в пределите на Горнотракийската низина. Около 80% от площта ѝ се пада на урбанизираната територия, а останалите около 20% са земеделски земи. В града се издигат 4 хълма (тепета) – Джендем тепе (Хълм на младежта, 285,5 m, най-високата точка на града и общината), Бунарджика (Хълм на освободителите), Сахат тепе и Трихълмието (на него е разположен старият град и е съставен от три свързани помежду си тепета). Най-ниската точка на общината – 149 m н.в. се намира в най-източната ѝ част, в коритото на река Марица.
От запад на изток, в т.ч. през центъра на града, на протежение от около 14 km протича част от средното течение на река Марица. На територията на общината в нея се вливат два по-големи притока: Първенецка река (десен) и Пясъчник (ляв).

## Население

### Етнически състав (2011)
Численост и дял на етническите групи според преброяването на населението през 2011 г.:
|                     | Численост | Дял (в %) |
| Общо                | 338 153   | 100,00    |
| Българи             | 277 804   | 82,15     |
| Турци               | 16 032    | 4,74      |
| Цигани              | 9438      | 2,79      |
| Други               | 3 105     | 0,92      |
| Не се самоопределят | 2 487     | 0,74      |
| Неотговорили        | 29 287    | 8,66      |

### Населени места
Единственото населено място в общината е град Пловдив, в който живеят 319 612 жители по данни от преброяването на НСИ от 7 септември 2021 г.

## Административно-териториални промени
- МЗ № 2820/обн.14.08.1934 г. – преименува с. Мечкюр на с. Прослав;
- Указ № 829/обн. 29.08.1969 г. – заличава селата Коматево и Прослав и ги присъединява като квартали на гр. Пловдив;
- Указ № 3182/обн. 17.11.1987 г. – отделя всички населени места (с изключение на с. Цалапица) и техните землища разположени северно от река Марица от Община Пловдив и образува Община Марица с административен център гр. Пловдив.

– отделя всички населени места и техните землища разположени южно от река Марица (в т.ч и с. Цалапица, северно от реката) от Община Пловдив и образува Община Родопи с административен център гр. Пловдив.

## Общинска администрация
Изборните длъжности в структурата на община Пловдив са кмет на общината, кмет на район и общински съветник. Общинският съвет, състоящ се от 51 общински съветници, олицетворява нормотворческата власт в града и се избира по пропорционална система чрез партийни листи. Общинската администрация е обособена в 17 дирекции, 5 отдела и 1 сектор.

## Районни администрации
Общината е съставена от 6 района:
- Район Централен
- Район Източен
- Район Западен
- Район Северен
- Район Южен
- Район Тракия

Кметовете на районите се назначават от общинския кмет след одобряване от Общинския съвет. Подпомагат се от съответните 6 районни администрации. Кметът на община Пловдив заедно с 6-те районни кметове представляват местната изпълнителна власт.

## Общински организации и предприятия
- Пловдивска общинска агенция за приватизация
- Общинско предприятие „Градини и паркове“
- Общинско предприятие „Траурни дейности“
- Общинско предприятие „Радостни обреди“
- Общинско предприятие „Чистота“
- Общинско предприятие „Общинска охрана“
- Общинско предприятие „Жилфонд“
- Общинско предприятие „Организация и контрол на транспорта“
- Общинско предприятие „Дезинфекционна станция“
- Общинско предприятие „Зооветеринарен комплекс“Общинско предприятие
- Общинско предприятие „Паркиране и репатриране“
- Общинско предприятие „Европейски политики и сътрудничество“
- Общинско предприятие „Общински пазари“
- Общинско предприятие „Туризъм“

### Транспорт
През територията на общината преминават четири участъка от Железопътната мрежа на България с обща дължина 29,6 km.
- в южната част, от запад на изток, участък от 11,4 km трасето на жп линията София – Пловдив – Свиленград;
- в източната част, от юг на север, участък от 7,3 km трасето на жп линията Пловдив – Стара Загора – Зимница;
- в централната част, от юг на север участък от 8,3 km от трасето на жп линията Пловдив – Долна махала – Карлово;
- в северозападната част, от югоизток на северозапад участък от 2,6 km от трасето на жп линията Пловдив – Панагюрище.

През общината преминават частично 6 пътя от Републиканската пътна мрежа на България с обща дължина 34,5 km:
- участък от 16,8 km от Републикански път I-8 (от km 221,9 до km 238,7);
- последният участък от 5,2 km от Републикански път II-56 (от km 94,9 до km 100,1);
- последният участък от 4,1 km от Републикански път II-64 (от km 50,4 до km 54,5);
- началният участък от 7,7 km от Републикански път II-86 (от km 0 до km 7,7);
- началният участък от 0,7 km от Републикански път III-862 (от km 0 до km 0,7);
- началният участък от 0,9 km от Републикански път III-8602 (от km 0 до km 0,9).

## Топографска карта
- Лист от карта K-35-62. Мащаб: 1 : 100 000.